# Friburgo na Brisgóvia
Friburgo na Brisgóvia (em alemão: Freiburg im Breisgau) é uma cidade do estado federal (Land) de Baden-Württemberg, na Alemanha, na região da Brisgóvia, no lado ocidental da Floresta Negra (alemão: Schwarzwald), com aproximadamente duzentos mil habitantes. Situa-se exatamente a 47°59'43" norte, 7°51'11" leste.
É uma cidade independente ou distrito urbano (Kreisfreie Stadt ou Stadtkreis), isto é, possui estatuto de distrito (Kreis).
Considerada como  a cidade mais quente e ensolarada da Alemanha, é atravessada pelo rio Dreisam. Situada ao pé  do Schlossberg, é praticamente cercada de montanhas: a leste, estão as montanhas Rosskopf e Bromberg; ao sul e oeste, estão as montanhas Schönberg, Tuniberg e o Kaiserstuhl.
Ali foi travada, em 1644,  a Batalha dos três dias, uma das   mais cruentas da Guerra dos Trinta Anos e que acabou sendo  vencida pelos chefes militares franceses Condé e Turenne.
Friburgo é considerada excelente em termos de qualidade de vida, destacando-se  por sua vida cultural,  pelo  desenho urbano  e pela mobilidade, graças a um ótimo sistema de transportes públicos,  sendo que o centro da cidade cidade é, em grande parte, fechado ao trânsito de automóveis particulares. Conhecida como "eco-city", Friburgo também se destaca como centro de produção e de  pesquisas de  energia solar.
Friburgo é sede de um bispado católico e dispõe de uma catedral gótica de renome. A sua universidade é muito procurada em razão da qualidade do ensino e das atividades de pesquisa, além do ambiente social que proporciona.

## Cidadãos notáveis
- Martin Waldseemüller (cerca de 1470—cerca de 1522), cartógrafo
- Adolf Furtwängler (1853—1907), arqueólogo
- Carl Christian Mez (1866—1944), botânico
- Franz Joseph Emil Fischer (1877—1947), químico
- Joseph Wirth (1879—1956), político
- Otto Heinrich Warburg (1883—1970), fisiologista e bioquímico, Prémio Nobel de Fisiologia ou Medicina de 1931
- Friedrich Pollock (1894—1970), sociólogo e economista
- Reinhold Schneider, poeta e escritor
- Robert Kempner (1899—1993), jurista
- Walter Kaufmann (1921—1980), filósofo
- Wolfgang Schäuble (1942— ), político
- Elisabeth Beck-Gernsheim (1943— ), socióloga
- Til Schweiger (1963— ), ator e realizador
- Benjamin Lebert (1982- ), escritor e colunista